# Žanjevica
Žanjevica (cyr. Жањевица) – wieś w Bośni i Hercegowinie, w Republice Serbskiej, w gminie Gacko. W 2013 roku liczyła 21 mieszkańców.